# 科尔沁右翼中旗
科尔沁右翼中旗是中華人民共和國內蒙古自治區興安盟轄下的一個旗，简称科右中旗。位于内蒙古东北部，地处大兴安岭南麓科尔沁草原腹地，全旗辖16个苏木镇、工作部。面積為15613平方公里，旗人民政府駐白音胡碩鎮。

## 沿革
“科尔沁”源自蒙古语，意为“带弓箭的人”。明末属科尔沁部。清崇德元年（1636年）置科尔沁右翼中旗，俗称图什业图旗，会盟在哲里木盟。光绪三十一年（1905年），汉民放垦旗东部牧地，後开始实行蒙汉分治；光绪三十三年（1907年），试办醴泉镇（今突泉县），属洮南府。1932年3月，满洲国取消哲里木盟建置，并将科尔沁右翼中旗更名为西科中旗，隶属兴安南分省。1946年1月，东蒙古人民自治政府成立，西科中旗隶属其兴安省管辖。1947年5月1日，内蒙古自治政府成立后，归兴安盟。1969年至1979年曾一度划归吉林省，1980年起属兴安盟。

## 地理
该旗位于兴安盟最南端，也是其唯一的畜牧業旗。北与科尔沁右翼前旗、突泉县为邻，东与吉林省通榆县、洮南市接壤，南与科尔沁左翼中旗相连，西与扎鲁特旗、霍林郭勒市以及东乌珠穆沁旗毗邻。境域呈狭长状，南北长310公里，东西宽55公里，总土地面积15613平方公里（约合2342万亩）。

## 行政区划
科尔沁右翼中旗下辖6个镇、6个苏木：
巴彦呼舒镇、巴仁哲里木镇、吐列毛杜镇、杜尔基镇、高力板镇、好腰苏木镇、代钦塔拉苏木、新佳木苏木、哈日诺尔苏木、额木庭高勒苏木、巴彦茫哈苏木、巴彦淖尔苏木、布敦化牧场、吐列毛杜农场、孟恩套力盖矿区工作部和布敦化矿区工作部。

## 人口
截至2021年末，科爾沁右翼中旗户籍總人口248996人，其中城鎮人口68656人，佔27.57%、農業人口180340人，佔72.43%；蒙古族人口216528人，佔86.9%；其他民族（漢、滿、朝鮮、回、達斡爾、錫伯、鄂温克族等18個民族）32468人，佔13.1%。
2009年，总人口25.1萬人，其中，蒙古族人口占总人口的84％，是全区乃至全国蒙古族人口比例最高的少数民族聚居旗。

## 交通
- 111国道、 334国道过境。
- 规划中 铁科高速之终点。